# Flow Bradley
Flow Bradley (eigentlich Florian Randacher, * 1974 in Bad Aussee, Steiermark) ist ein österreichischer Liedermacher und ehemaliger Kopf der Bands Ausseer Hardbradler und B-Funk Family.

## Leben
Flow Bradley spielte in Bad Aussee in einer AC/DC-Coverband und bei der Jugendgruppe Ausseer Bradlmusi. 1991 gründete er die Band Feedback Warriors, die dann in Ausseer Hardbradler umbenannt wurde.
1996 wurde das erste Album der Hardbradler auf den Markt gebracht. Es trug den Namen Hardbradln!. 1999 wurde das Band-Projekt B-Funk Family gestartet. 2004 trennten sich die Ausseer Hardbradler, was auch den Rückzug aus der kommerziellen Musikbranche zur Folge hatte.
2005 trat er auf Österreichs Kleinkunstbühnen mit seinem Programm Findet Heimo auf. Mit den African Heartbradlern und „Keep it warm“ trat er 2009 wieder an eine breitere Öffentlichkeit.
Im Frühjahr 2015 brachte er nach etwa sechs Jahren Auszeit sein Soloalbum Voikssoul – Born in Bad Aussee heraus. Er erreichte damit Platz 67 in den österreichischen Charts. Bradley erklärte, er habe sich deswegen eine lange Auszeit genommen, weil er manisch-depressiv sei.

## Alben
- Vazwickte Wöd (2003)
- Sisissippi (2007)
- Keep It Warm (als African Heartbradler; 2009)
- Voikssoul – Born in Aussee (2015)

## Single
- Red’ mit mir, Baby (2015)
- Bring the Healin Back (2020)